# Archidiocèse de Lecce
L' archidiocèse de Lecce (en latin : Archidiœcesis Lyciensis) est un archidiocèse métropolitain de l'Église catholique d'Italie appartenant à la région ecclésiastique des Pouilles. 

## Territoire
Géographiquement l'archidiocèse se trouve dans une partie de la province de Brindisi et dans la province de Lecce. Son territoire est de 750 km2 divisé en 77 paroisses regroupées en 4 archidiaconés. Le siège épiscopal est à Lecce où est située la cathédrale de l'Assomption. Dans la même ville se trouve l'église du Gesù qui conserve le corps de saint Bernardin Realino. L'archidiocèse possède 3 basiliques mineures : la basilique de sainte Croix, la basilique Saint Jean-Baptiste et la basilique de Saint Dominique Savio. À Campi Salentina, se trouve le sanctuaire de saint Pompile Marie Pirrotti.

## Histoire
La tradition retrace la fondation du diocèse de Lecce aux temps apostoliques de l'Église, au Ier siècle, Justus de Corinthe prêche la foi chrétienne dans le Salento convertissant Oronce de Lecce qui aurait été consacré évêque à Corinthe par l'apôtre Paul.
À partir du XVIIe siècle, des historiens locaux tels que Giulio Cesare Infantino et Francesco Nicola Fatalò développent la chronologie des évêques de Lecce partiellement entérinée par Ferdinando Ughelli dans son  Italia sacra. Le diocèse est historiquement documenté depuis la seconde moitié du VIe siècle, en 553, l'évêque Venanzio signe le constitutum de Constantinople ; En 595, à la suite du décès de l'évêque, le pape Grégoire Ier désigne Pierre d'Otrante comme visiteur apostolique du diocèse et le charge de veiller à l'élection du nouvel évêque. Il n'y a plus d'informations sur le diocèse jusqu'au XIe siècle.
Dans la documentation historique le diocèse de Lecce réapparait dans la seconde moitié du XIe siècle, en même temps que les conquêtes normandes qui font de Lecce un important centre commercial, jusqu'à devenir la capitale du Salento. Nous trouvons à cette époque l’évêque Théodore, nommé dans des décrets de 1057, 1092 et 1101, des textes dont l’authenticité ne font pas l'unanimité des historiens. Au début du XIIe siècle, on connaît l'évêque Formose, dont le nom apparaît dans l'épigraphie dédicatoire de la cathédrale qu'il a construite en 1114 avec l'aide du comte de Lecce, Godefroi de Hauteville, frère de Robert Guiscard ; elle est rénovée après 1230 par l'évêque Roberto. L'appartenance de Lecce à la province ecclésiastique de l'archidiocèse d'Otrante est documentée dès le Moyen Âge. Des ordres religieux importants arrivent à Lecce entre le XIIIe et le XIVe siècle : en 1219 les Franciscains sont envoyés par saint François d’Assise, ils fondent le premier couvent en 1273 puis les Célestins de sainte Croix et les Dominicains en 1388. En raison de l'importance prise par la ville au XVe siècle, l'évêque Tommaso Morganti obtient du pape, en 1410, l'exemption juridique des archevêques d'Otrante mais ce privilège dure peu de temps puisqu'il est révoqué par son successeur Curello Ciccaro.
Du 17 mai 1518 au 3 juin 1521, lors de l'épiscopat de Jean Antoine Acquaviva d'Aragona, le diocèse de Lecce est uni in persona episcopi au diocèse d'Alessano (it). Au cours de l'épiscopat de Braccio Martelli, au milieu du XVIe siècle, une forte impulsion est donnée pour les constructions religieuses, c'est à cette période que de nouveaux chantiers sont ouverts dont celui de la basilique de Sainte Croix. L'évêque lui-même est le premier prélat de Lecce à participer au concile de Trente.
Dans la seconde moitié du XVIe siècle, l'église de Lecce est marquée par le long épiscopat d'Annibale Saraceno (1560-1591), frère du cardinal Giovanni Michele Saraceni, qui l'avait précédé, en tant qu'administrateur apostolique, sur la chaire épiscopale du diocèse. Entré en conflit avec le chapitre de la cathédrale, il est accusé du décès du trésorier capitulaire et soumis à un procès à Rome où il est condamné et suspendu pendant sept ans (1571-1578). Au cours de cette période, pendant laquelle le diocèse est dirigé par des vicaires d'autres diocèses, le premier synode diocésain est organisé pour mettre en application tridentine (1563). Les Jésuites arrivent à Lecce (1574) dirigés par saint Bernardin Realino et les Théatins (1591), précédés par les Carmes en 1546.
L'évêque Scipione Spina (1591-1639) entre également en conflit avec le chapitre de la sa cathédrale, composé de descendants des meilleures familles aristocratiques de la ville, en concurrence constante, et surtout avec les autorités de la ville, qui l'accusent de détournement de fonds de l'hôpital du Saint-Esprit. Il s'installe à Rome pour y être jugé, est emprisonné dans les prisons du château Saint-Ange en 1596 jusqu'à la clôture du procès dont il sort victorieux mais ne revient à Lecce qu'en 1600. Mgr Louis Pappacoda (1639-1670), véritable initiateur de la réforme tridentine à Lecce, organise des synodes, visite les paroisses et obtient d'importants résultats, en 1661, il confie la reconstruction de la cathédrale à l'architecte Giuseppe Zimbalo qui achève les travaux en 1682 ; en 1751, Alfonso Sozy Carafa (it) fera ajouter la porte en chêne. Un éclat est donné à l'église de Lecce par l'élection au siège papal d'Antonio Pignatelli, évêque à Lecce de 1671 à 1682 qui devient pape sous le nom d'Innocent XII.
Le séminaire est achevé en 1709 et inauguré le 1er septembre par Michele Pignatelli (it) qui avait confié la construction à Giuseppe Cino. Peu de temps après, le diocèse de Lecce vit des moments difficiles avec l’administration civile qui se plaint de l’impossibilité de survie compte tenu du fait que l'église ne paye pas d'impôts. Le conflit entraîne l'arrestation et déportation soudaine de Mgr Pignatelli hors du Royaume, puis l'expulsion de Lecce du vicaire général Scipione Martirani, ainsi que l'emprisonnement des parents de l'un et de l’autre ; à la suite de ces événements, un interdit est lancé contre la ville par l’évêque Fabrizio Pignatelli, confirmé par un bref apostolique du pape Clément XI le 24 décembre 1711. À Lecce, toutes les activités religieuses, sacramentelles et pastorales sont interdites jusqu'à ce que les graves tensions entre l'État et l'Église soient résolues en 1719.
Au XIXe siècle, l'évêque Nicola Caputo (1818-1862) soutient ouvertement le risorgimento. En 1848, il procède à la bénédiction du drapeau tricolore lors des mouvements révolutionnaires ce qui lui vaut plusieurs années d'exil à Capoue ; en 1860, il envoya un message à Garibaldi. Avec l'unification de l'Italie, de nombreux biens de l'église de Lecce sont confisqués, notamment le séminaire, qui devient une caserne, mais il est restitué au diocèse sur demande de l'évêque Salvatore Luigi Zola (1877-1898).
Le début du XXe siècle voit l'action pastorale de l'évêque Mgr Gennaro Trama (it) (1902-1927), qui lutte contre le modernisme, célèbre le congrès eucharistique de 1925, encourage les associations de laïcs avec la naissance de l'action catholique, du Tiers-Ordre franciscain et de diverses confréries ; il promeut également la naissance du Piccolo Credito Salentino, la première banque catholique de la région. Après la Seconde Guerre mondiale, Mgr Francesco Minerva (it) (1950-1981) œuvre pour introduire les réformes voulues par le concile Vatican II. En 1956, du 29 avril au 6 mai, il est l'hôte du XVe congrès eucharistique national à Lecce. Au cours de son épiscopat, l'hebdomadaire Ora del Salento (1963) est fondé et l'institut des sciences religieuses est érigé (1959) pour former les laïcs.
Le 28 septembre 1960, le diocèse perd sa suffragance séculaire de l'archidiocèse d'Otrante et devint immédiatement soumis au Saint-Siège en vertu de la bulle Cum a nobis de Jean XXIII. Le 20 octobre 1980, Lecce est élevé au rang d'archidiocèse métropolitain avec la constitution apostolique Conferentia Episcopalis Apuliae du pape Jean-Paul II. Par cette bulle et la suppression des sièges métropolitains de Brindisi et d'Otrante, la province ecclésiastique de Lecce est constituée de 6 diocèses suffragants : Otrante, Ugento-Santa Maria di Leuca, Nardò, Gallipoli, Brindisi et Ostuni. Le décret Instantibus votis de la congrégation pour les évêques, unit le diocèse de Brindisi et de Ostuni et celui de Nardò avec Gallipoli ; le nombre de suffragants se réduit donc à 4 diocèses. Francesco Minerva est le dernier évêque et le premier archevêque métropolitain de Lecce. En 1988, l'église paroissiale de Borgagne de la municipalité de Melendugno, qui appartenait auparavant à l'archidiocèse d'Otrante est annexée à l'archidiocèse. Les 17 et 18 septembre 1994, l'archidiocèse de Lecce reçoit la visite apostolique du pape Jean-Paul II qui inaugure le nouveau séminaire archiépiscopal.

## Sources
- (en) Catholic-Hierarchy

- (it) Cet article est partiellement ou en totalité issu de l’article de Wikipédia en italien intitulé « Arcidiocesi di Lecce » (voir la liste des auteurs).

### Articles liés
- Liste des diocèses et archidiocèses d'Italie
- Église catholique en Italie